# Institut für Forschungsinformation und Qualitätssicherung
Das Institut für Forschungsinformation und Qualitätssicherung (iFQ) war eine Einrichtung der Wissenschaftsforschung mit Sitz in Berlin. Das iFQ informierte über das deutsche und internationale Forschungs- und Wissenschaftssystem, analysierte dessen Entwicklungen sowie insbesondere Stärken und Schwächen der Forschungsförderung und Wissenschaftsgovernance und beriet verschiedene Akteure aus Hochschulen und Forschungseinrichtungen, Verwaltung und Politik. Das Institut bestand seit dem Herbst 2005. Leiter des Instituts war der Soziologe Stefan Hornbostel. Das iFQ wurde zum 1. Januar 2016 als Abteilung 2 „Forschungssystem & Wissenschaftsdynamik“ in das Deutsche Zentrum für Hochschul- und Wissenschaftsforschung  integriert.

## Allgemeines
Die Gründung geht auf die „Systemevaluation der Deutschen Forschungsgemeinschaft und der Max-Planck-Gesellschaft“ zurück. Eine von Bund und Ländern eingesetzte internationale Kommission war 1999 zu dem Urteil gekommen, dass es in Bezug auf die deutsche Wissenschaftslandschaft an „einem kontinuierlichen Monitoring des Systems“ fehle. Das iFQ wurde 2005 gegründet, um diesem Defizit entgegenzuwirken. Gefördert als sogenannte „Hilfseinrichtung der Forschung“ konzentrierte sich das iFQ in seinen ersten Jahren zunächst auf die Untersuchung der Förderinstrumente, über die die Deutsche Forschungsgemeinschaft verfügt. Nach einer erfolgreichen Evaluation des iFQ wurde die Institutsarbeit im Jahr 2010 in die Betriebsphase überführt. Der Arbeitsauftrag wurde schrittweise in Hinsicht auf die Erzeugung von empirischem, theoretischem und methodischem Wissen über die Funktionsweisen und Rahmenbedingungen von Wissenschaft und Forschung im internationalen Kontext erweitert. Das iFQ finanzierte sich inzwischen aus verschiedenen Quellen der öffentlichen Forschungsförderung auf nationaler und europäischer Ebene sowie über Forschungs- und Serviceaufträge von nicht-öffentlichen Einrichtungen.
Das iFQ verstand sich als eine zentrale Einrichtung der im internationalen Vergleich noch entwicklungsfähigen Wissenschaftsforschung in Deutschland. Seit der Verlagerung des zunächst in Bonn gegründeten Instituts im Jahr 2011 nach Berlin trug das iFQ mit zahlreichen Kooperationspartnern vor Ort zur Profilbildung der Wissenschaftsforschung am Standort Berlin bei. Die Qualifizierung des wissenschaftlichen Nachwuchses sowie die Beteiligung an der universitären Lehre waren feste Bestandteile der Institutsarbeit. Das iFQ war ein eingetragener Verein. Am 1. Januar 2016 wurde das iFQ in das Deutsche Zentrum für Hochschul- und Wissenschaftsforschung  integriert.

## Ziele
- Dauerhafte Beobachtung und Evaluation der DFG-Förderaktivitäten
- Informationsgewinnung über die Ergebnisse DFG-geförderter Forschung
- Analyse allgemeiner Entwicklungen in der nationalen und internationalen Forschung
- Aufbau und Vernetzung von Informationsressourcen

## Themenbereiche
Evaluation und BegutachtungswesenIm Fokus des Themenbereichs standen Analysen zu einzelnen Förderprogrammen innerhalb des Wissenschaftssystems, die insbesondere die Erreichung der Förderziele sowie allgemeine Stärken und Schwächen der Programme bestimmen lassen. Außerdem wurden Desiderata der nationalen und internationalen Forschungsförderung ermittelt.
Indikatorik und MethodenDer Themenbereich widmete sich der Entwicklung und Implementierung von Erhebungs- und Monitoringinstrumenten sowie der Entwicklung und Analyse von geeigneten Indikatoren für die Beobachtung des Wissenschaftssystems und dessen Entwicklung. Zentral für diesen Themenbereich war das Kompetenzzentrum Bibliometrie.
Analysen des WissenschaftssystemsIn diesem Themenbereich führte das iFQ international vergleichende Analysen der Wirkungen von Steuerungs- und Evaluationsverfahren, der Governancestrukturen und Akteurskonstellationen durch. Außerdem wurden handlungsrelevante Informationen zu Reform- und Innovationsprozessen und zur Gesamtleistung und einzelnen Performancesektoren des deutschen Wissenschaftssystems erhoben und zur Verfügung gestellt.
Nachwuchs und KarrierenKern des Themenbereichs war die langfristige Beobachtung des wissenschaftlichen Nachwuchses einschließlich der Erhebung entsprechender Daten für den Bereich der Promotion und der Postdoktoranden-Phase.

## Aufgaben
ForschungsinformationBereitstellung allgemein zugänglicher Informationen über Akteure, Projekte, Ergebnisse und Erfolge deutscher Forschung mit Hilfe datenbankgestützter Informationssysteme
Förder- und ForschungsmonitoringDauerhafte Beobachtung von Entwicklungen in der öffentlich geförderten Forschung
QualitätssicherungMit Hilfe von Monitoringverfahren und Sondererhebungen sollen Aussagen über den Zielerreichungsgrad von Förderprogrammen bzw. den Desiderata des Förderungsangebots getroffen werden.